# Edie Britt
Edie Britt McLain Rothwell Williams – postać fikcyjna, główna bohaterka serialu Gotowe na wszystko. Grała ją Nicollette Sheridan.

## Charakterystyka
Edie Britt była najdrapieżniejszą rozwódką w okolicy. Miała na koncie liczne podboje, rozmaite, wręcz legendarne. Susan poznała wroga, to była dziwka. Polowanie na Mike'a Delfino zaczęło się. Susan zastanawiała się, czy to będzie przyjacielska rywalizacja, ale przypomniano jej, że kiedy chodzi o mężczyzn, kobiety nie walczą fair.

Edie Britt nigdy nie mogła zrozumieć, dlaczego nie ma żadnej przyjaciółki. Jednakże zawsze chciała wmówić ludziom, że ich nie potrzebuje. Tak naprawdę widać było, że inne kobiety jej nie lubiły. Nawet po wprowadzeniu się na Wisteria Lane Edie nie mogła zrozumieć, dlaczego jej sąsiadki utrzymują ją na dystans. I wtedy poznała Marthę Huber... W przeciągu pięciu minut Martha pokazała jej, czego nie wolno nosić,... faktycznie, kiedykolwiek gdy przebywały razem, pani Huber poprawiała ją, zaczynając od jej makijażu do apetytu na mężczyzn. Tak, Martha Huber mogła być okrutna i dołująca. Ale Edie to nie obchodziło... bo była to pierwsza przyjaciółka w jej życiu. Ale teraz Martha Huber zniknęła, przepadła bez śladu. I Edie nie było wstyd przyznać, że potrzebuje jej z powrotem.

Edie Britt uważała, że jest namiętna. Agresywnie, nieustępliwie, szaleńczo namiętna. (...)

(...) Będąc (...) dużą dziewczynką, Edie Britt bała się tylko jednego, że jej kochanek mógłby ją zostawić dla innej.

Ta kobieta jest nie do opanowania.

Dwie przyjaciółki w bitwie kociaków? Żyję dla takich chwil.

## Przeszłość
Edie Britt urodziła się w 1967 roku. Jej ojciec opuścił swoje dzieci i żonę Ilene Britt dla innej kobiety oraz jej 10 − letniej córki w 1983 roku, kiedy Edie miała 16 lat. Edie ma brata, który zmarł, bo przedawkował narkotyki oraz siostrę, która ma jednego syna, Austina McCann'a.
Matka trójki rodzeństwa miała skłonność do nadużywania alkoholu i drobnych kradzieży, za co poszła do więzienia. W tym czasie Edie była wychowywana przez przydzieloną przez sąd kuratorkę, panią Muntz, która była jeszcze gorsza niż matka. Brak ojca nie miał na nią żadnego negatywnego wpływu. W szkole zadawała się z wariatami i paliła papierosy. Nikt tej grupy nie lubił. Jednak na pytanie Lynette: ...w jakim wieku straciłaś cnotę?, Edie odpowiedziała: Trafiony, zatopiony.
Edie była krótko żoną Charlesa McLaina z którym zaszła w ciążę i w 1999 roku urodziła syna Traversa. Rozwiodła się i wróciła do uwodzenia mężczyzn.
W latach 2002 – 2004 była żoną Umberta Rothwella. W roku 2003 przeprowadziła się do Fairview, 4362 Wisteria Lane, gdzie z miejsca Martha Huber stała się jej dokuczającą przyjaciółką. Mimo początkowych starań, ona i Susan Mayer nie zapałały do siebie przyjaźnią, głównie z powodu rozwiązłego stylu życia Edie. Britt przespała się nawet z Karlem w trakcie trwania jego małżeństwa z Susan. Ta, mimo tego, ostrzegła Susan przed spotkaniami Karla, jej męża z Brandi.
Kilka dni przed lub po śmierci Mary Alice, Umberto odszedł od Edie a Eli Scruggs pomógł jej przetrwać spadek wiary we własną atrakcyjność.

## Historia

### Sezon 1
Edie wraz z Susan Mayer zainteresowały się nowym mieszkańcem 4356 Wisteria Lane, hydraulikiem Michaelem „Mike” Delfino. Susan wkrótce usłyszała, od Marthy Huber, że będzie się opiekować synem Edie bo sąsiadka przyjmie na noc innego mężczyznę. Susan poszła sprawdzić co robią i gdy usłyszała odgłosy towarzyszące uprawianiu seksu, wpadła w rozpacz. Przewróciła jedną ze świeczek w jej domu i tak podpaliła je.
Edie zamieszkała u Marthy która, w zgliszczach jej domu, znalazła nadpaloną miarkę Susan. W międzyczasie Edie nadal próbowała złowić Mike'a a Susan ukradła miarkę od Marthy. Huber i Britt pokłóciły się bardzo ostro i Edie wyprowadziła się od sąsiadki.
Była jednak wściekła i bezradna kiedy zamordowano Marthę. Jako jedyna chciała jej zrobić pogrzeb. Susan tymczasem, wiedząc o tym, że Martha zapisała w dzienniku kto podpalił dom Edie, przyznała się do wszystkiego drapieżnej rywalce na środku jeziora Torch Lake. Edie trzymała wówczas prochy Marthy, więc po usłyszeniu tych słów, wysypała je na twarz Susan.
Nie mniej sama wykorzystała to. W zamian za nie zgłoszenie tego faktu do ubezpieczyciela, zażądała zaproszeń na co wtorkowe spotkania pokerowe Susan z Bree, Lynette i Gabi.
Po tym jak Susan zerwała chwilowo z Mikiem. Edie pomogła jej włamać się do domu Paula Younga i odkryć część tajemnicy za którą zabiła się Mary Alice, jego żona.
Britt kontynuowała proces podrywania Mike'a. Zauważyła jednak, że on coraz bardziej dążył ku Susan. Dlatego była przeciwna, kiedy chcieli zamieszkać razem. Próbowała ostrzec jej koleżanki przed ich związkiem lecz to się nie udało.
Później, Susan dowiedziała się, że jej były mąż Karl Mayer zdradził ją z Edie, kiedy jeszcze byli małżeństwem. Spotykanie się Edie z Karlem zintensyfikowało jej relacje z Susan.

### Sezon 2
Edie sprzedała dom pod 4351 Wisteria Lane rodzinie Betty Applewhite. Nie udało jej się jej jednak bliżej poznać z kobietą.
W życiu osobistym kontynuowała też związek z Karlem. Gdy Edie przejechała do Susan porozmawiać na temat jej związku z Karlem, panie się pokłóciły i Susan swoim samochodem przez przypadek złamała sąsiadce lewą, dolną kość piszczelową.
Na Wisteria Lane przyjechał Curtis Monroe i przedstawił się Edie jako agent nieruchomości, wyceniający dom Betty. Nazajutrz w południe, gdy znaleziono jego zwłoki przed domem Applewhite'ów, Edie powiedziała, że kłamał. Nikt o nim nie słyszał w agencjach i zaczęła podejrzewać Betty.
Tymczasem Karl wreszcie poprosił Edie o rękę, a ta się zgodziła. Na wieść o tym przygotowała mu niespodziankę, czyli natychmiastowy ślub. Jej plany zniszczył doktor Ron, były chłopak Susan. Wiedział on o fikcyjnym, drugim małżeństwie Susan z Karlem, polegającym na objęciu Susan ubezpieczeniem Karla. W ramach przeprosin, Karl miał zapłacić za horrendalnie drogie wesele a Susan musiała je zorganizować. Tymczasem Susan znalazła na przyjęciu zaręczynowym, wspólne zdjęcie z Karlem w książce z instrukcjami robienia drinków. Ten jej powiedział, że ją kocha ale kilkukrotnie został zlekceważony.
W końcu poinformował Susan, że wyprowadził się do motelu. Ślub został odwołany, gdyż nie kochał Edie tak jak na to zasługiwała. Przyznał Susan rację, że był tchórzem, kiedy trzy lata temu odszedł od dwóch najważniejszych osób w swoim życiu. Wyglądał jak zbity, Susan więc zaprosiła go na wino. Razem wylądowali w łóżku. Rankiem zadzwoniła Edie i Susan przekonała się, że Karl wcale z nią nie zerwał, czyli zrobił kochankę z "byłej" żony. Wściekła się i wyrzuciła jego z domu.
Nazajutrz Karl chciał uciec od Edie, ale przypłacił to uszkodzeniem samochodu przez śmieciarkę. Edie wypłakiwała się dziewczynom w czasie spotkania i Susan czuła się niezręcznie. Britt nazwała ją siostrą i rozumiała, że Karl skrzywdził je obie. Susan zaniosła Edie poradniki, które sama czytała, gdy Karl ją zostawił. Edie wolała się leczyć upijając się do nieprzytomności. Susan musiała z nią pojechać jako jej kierowca. Edie i Susan poszły do baru, bo Edie uważała, że Karl ma romans z jedną z kelnerek (Whitney Dylan). Doprowadziła do bójki z jedną z nich i Susan musiała udawać, że też się bije. Edie podziękowała Susan, że w bójce stanęła po jej stronie. Sama wynajęła Olivera Westona by ustalił, z kim spotyka się Karl.

Susan wiedziała, że nie powstrzyma detektywa przed ujawnieniem jej romansu z Karlem. Skoro Edie i tak miała poznać prawdę, Susan uznała, że będzie lepiej, jeśli dowie się od niej. Dlatego napisała list z błaganiem o wybaczenie. Jej słowa były szczere i płynęły prosto z serca. Wysyłając list, Susan wiedziała, że jest już trupem.

Po wiadomości od Mike'a, Susan wyciągnęła list z torby listonosza (Mike Hagerty), po czym, gdy listonosz i jej matka byli na piętrze, wsadziła go tam ponownie Julie. Wieczorem Edie przeczytała wyznanie od Susan. Gdy upewniła się, że sąsiadka poszła do Mike'a z ciastem, spokojnie oblała naftą cały dom sąsiadki i podpaliła go. Podczas gdy Mike zauważył, że dom Susan się pali, Edie z okna swego domu upajała się cierpieniem Susan.
Przedstawiciel firmy ubezpieczeniowej (Stephen Tobolowsky) powiedział poszkodowanej, że to było podpalenie. Była tym zaskoczona, bo jej zdaniem wszyscy sąsiedzi ją lubili. Gdy to mówiła, zauważyła, Edie, która demonstracyjnie stała po drugiej stronie ulicy i przyglądała się ruinom domu. Susan podeszłą do sąsiadki i gdy nikogo nie było wokół, zapytała Edie wprost, czy spaliła jej dom. Ta się przyznała i uważała to za sprawiedliwą karę. W końcu Susan podpaliła też jej dom, ukradła Mike'a i przespała się z jej narzeczonym.
Susan chciała dopaść Edie i kupiła urządzenie do podsłuchu. Edie domyśliła się wszystkiego, zaczęły się gonić a potem szarpać o podsłuch. Rozdrażniły tym osy, które rzuciły się na Edie. Susan odwiedziła spuchniętą sąsiadkę w szpitalu. Było jej przykro z powodu tego, co się stało. Zaproponowała jej układ: jeśli ta powie policji, że widziała bezdomnego przy jej domu to ona zniszczyła by taśmę, dostała odszkodowanie i nikt by nie ucierpiał. W odpowiedzi kazała się jej wynosić i zapewniła, że zniszczy Susan jak tylko wyjdzie ze szpitala.

### Sezon 3
Edie od pół roku usiłowała sprzedać dom Youngów.
Była też przy Mike'u, gdy ten obudził się ze śpiączki. Potrącił go Orson Hodge, o czym nikt nie wiedział. Dowiedziała się przez to, że pacjent ma amnezję i nie pamięta ostatnich dwóch lat życia. Pomagając mu zrekonstruować pamięć, Edie przedstawiła Susan w najgorszym świetle. Mówiła, że go nie kochała i przez to nie byli szczęśliwi. Wzmiankowała jednak, że zawsze widziała Mike'a, ale on nigdy jej nie zauważał. Gdy więc Susan przyszła ponownie do Mike'a z kwiatami, nakryła go uprawiającego seks z Edie, w szpitalnym łóżku. W końcu Edie zaczęła chodzić z przystojnym Delfino, co znowu zaogniło jej kontakty z Susan. Mike'a jednak aresztowano za morderstwo Monique Polier. Niepewna przeszłości swego chłopaka, Edie zerwała z nim.
Wcześniej jednak przyjechał do niej siostrzeniec, Austin McCann. Rozpoczął romantyczny związek z Julie Mayer. Mimo że Susan nie chciała tego, Edie powiedziała jej, że się kochają i nic nie może z tym zrobić. Obie jednak przyłapały Austina z Danielle Van De Kamp na sofie w domu Edie. Chłopak wyjechał z Wisteria Lane, na polecenie Orsona, kiedy odkrył, że Danielle jest w ciąży z chłopakiem.
Britt była też – w trakcie pobytu siostrzeńca – zakładnikiem Carolyn Bigsby w supermarkecie, ale wyszła z tego cało. Była zabarykadowana z mężem Carolyn, Harveyem w jego biurze.
Travers McLain, syn Edie, został podrzucony przez ojca, Charlesa z powodów zawodowych. Carlos Solis zaopiekował się nim. Edie wykorzystała jego zaangażowanie i rozpoczęła z nim związek. On chciał to ukryć, co nasuwało Edie myśl, że kocha nadal swą byłą żonę, Gabrielle. Britt wyjawiła Gabi prawdę o swym związku z Carlosem na jej przyjęciu zaręczynowym z Victorem Lang. Gabi wpadła w furię i żądała zakończenia związku, ale Edie odmówiła. Marguez próbowała odseparować Edie od Susan i Lynette, ale zostało to jednak utrudnione przez imprezę urodzinową jej syna. W końcu Edie zażądała pełnej opieki nad Traversem od eks męża, ale Carlos przekonał ją, żeby tego nie robiła.
Travers wrócił do ojca a Edie poprosiła Solisa by z nią zamieszkał. Wynajmował on dotychczas dom Lilian Simms, przebywającej w domu spokojnej starości. Przyjechała do niej i nakłamała na temat Carlosa, oczerniając go. Wkrótce też został wyeksmitowany z 4356, poprzez syna (Edward Stanley) właścicielki.
Gdy Edie ponownie zaoferowała mu mieszkanie, podejrzewał, że to jej sprawka. Na jej pytanie dlaczego nie che podjąć tego kroku, powiedział, że jej nie kocha. W końcu zgodził się, gdy Edie skłamała, że jest w ciąży. Test niczego nie wykrył, ale kilka dni później znowu zaoferowała mu dziecko, jeśli z nią zostanie. Zgodził się, ale nie wiedział, że Edie zażywała tabletki na antykoncepcję. Carlos wykrył jej oszustwo, ponieważ wypadły one z jej torebki. Na ślubie Gabrielle i Victora zerwał z nią. Wieczorem Edie powiesiła się z rozpaczy w swej sypialni na jedwabnym szalu.

### Sezon 4
Po pierwsze, Edie Britt nigdy nie zamierzała się zabić, ale ktoś kogo kochała, chciał ją opuścić. Zaplanowała każdy drobiazg. Od jedwabnego szalika na którym miała zawisnąć, po list pożegnalny opisujący jej rozpacz. (...)

Edie wisiała na rękach, podtrzymując się dłońmi, na belce dachu w swej sypialni. Przygotowała szal łatwy do przecięcia i nożyczki. Puściła się, gdy tylko Carlos zaczął wchodzić po schodach na piętro jej domu. W planie przeszkodziła jej na chwilę Karen McCluskey. Na szczęście ją zauważyła przez okno w sypialni, przez co Carlos ocalił Edie. Kobieta osiągnęła swój cel, ponieważ Carlos został przy niej. Zniweczył przy tym swój plan ucieczki z Gabrielle Lang, ale kontynuował romans z żoną Victora.
Miesiąc po tym wydarzeniu, Edie wyszła ze szpitala do domu. Sądziła, że przyjęcie wyprawione przez Katherine Mayfair, nową sąsiadkę, zostało zrobione dla niej.
Gdy Carlosa nie było, przypłacił to odkryciem przez Edie nielegalnego konta z 10 000 000 dolarów na Kajmanach. Następnie kupiła sobie z tych pieniędzy samochód, Jaguara XK Roadster'a. Musiała go jednak zwrócić, ze względu na nielegalny charakter konta. Na swe 40. urodziny kupiła sobie pierścionek zaręczynowy i poprosiła Carlosa o rękę. Zasugerowała mu, że jako jego żona, nic nie powie o koncie.
Carlos się zgodził, ale wynajął Ala Kaminsky'ego, by ukrył pieniądze przed Edie. Na kalamburach u Susan, Edie pokazała Bree i zszokowanej Gabi pierścionek oraz potwierdziła zaręczyny. Powiedziała też Katherine o romansie Gabrielle z ogrodnikiem Johnem po tym, jak Gabi flirtowała z Adamem, mężem Kath. W trakcie kalamburów u Susan, Lynette pod wpływem mariuhany, pokazała na Edie, kiedy jej hasło brzmiało powiesić go wysoko, co wywołało ogólną konsternację.
Na badaniu kontrolnym u ginekologa (Allen Williams), Edie dowiedziała się, że ma wszy łonowe. Złapała je od Mimsy Porter po tym, jak skorzystała po niej z tego samego łóżka do opalania. Musiała wygotować prześcieradła i razem z Carlosem zastosować krem pachnący przypaloną lukrecją. Victor też dostał wszy łonowych i Gabi zastosowała ten sam krem, który Edie wyczuła na przyjęciu pępkowym u Bree. Patrząc kolejno na Carlosa, Gabi i Victora nabrała podejrzeń o romans.
Carlos okłamał Edie, że jechał na golfa. W tym czasie pewien mężczyzna (Eric Payne) obserwował dom Gabi. Mimo tego pani Lang wyrwała się do hotelu z Carlosem, gdzie spotkała Johna Rowlanda z ciężarną żoną Tammy (Michelle Pierce).
Wieczorem Carlos powiedział Gabi by zakończyli romans. Mimo oporów, jego była żona przystała na to. Było już za późno, ponieważ mężczyzna zdążył zrobić nieświadomym kochankom zdjęcia gdy pocałowali się na pożegnanie.
Carlos postanowił zerwać z panną Britt. Powiedział jej, że to nie przez inną kobietę. Ona odwdzięczyła się, przekazując departamentowi skarbu informację o jego tajnym koncie. Okazały się spóźnione, ponieważ przelał on pieniądze na inne konto. Kosztowało go to pół miliona dolarów. Tymczasem fotograf został wynajęty przez Edie. Ta, w akcie zemsty, pokazała zdjęcia mężowi Gabi. Gdy Carlos przyszedł po obraz, który podarował kiedyś Edie, ta oddała mu go z dziurą i powiedziała mu bez ogródek o swym spotkaniu z Victorem.
Parę dni potem dowiedziała się z gazety, że Victor zaginął i przez telefon powiedziała policji, iż podejrzewa jego śmierć. Natomiast gazeciarz Jeremy (Billy Unger), tuż przed tornadem, przekazał jej, że Gabi i Carlos planują ucieczkę. Edie przyszła przed dom Gabi. Al Kaminsky, myląc ją z Gabi, dał jej dokumenty na temat nowego konta Carlosa. Żona Victora, widząc to, wpadła po chwili do domu Edie i zaczęła się szarpać z gospodynią. Gdy wybiegły przed dom, akta porwała nadciągająca trąba powietrzna. Panie schowały się w schronie u Edie i wzajemnie wybaczyły sobie krzywdy.
Po tornadzie, Edie została najlepszą przyjaciółką Karen, która straciła w trakcie kataklizmu Idę Greenberg. Odwiedziła też Carlosa w szpitalu. Wiedziała, że został biedakiem i chciała mu zwrócić bransoletkę. Wyznał jej, że jest zrobiona z cyrkonii. Gdy zapytała się pielęgniarki (Mary K. DeVault) kiedy odzyska wzrok, bo chce pacjentowi pokazać środkowy palec, dowiedziała się od niej, podczas obiadu, który jej zafundowała, że oślepł. Gabrielle poślubiła Carlosa a Edie, nazajutrz po tym wydarzeniu, przekazała to wdowie po Victorze, Gabrielle. Latynoska, pomimo tej wiadomości, wybaczyła mężowi i obiecała, że już go nie opuści.
Edie przyniosła ciasteczka dla psa Carlosa, Roxy. Uświadomiła Gabi, że jeśli nie będzie traktowała Carlosa dobrze, wiele kobiet ją w tym wyręczy.
W tym samym czasie jak jeden związek małżeński odnowiono, drugi się zaczął rozpadać a dotyczyło to Bree i Orsona. Gdy Orson siedział na ganku swej żony, Bree, po rozmowie z nim, poprosiła przejeżdżającą Edie by podrzuciła Orsona do jego mieszkania. Edie zgodziła się by Orson przenocował na jej kanapie. Nazajutrz Bree miała pretensje do Edie, że jej mąż spał u sąsiadki. Zdaniem Bree, Edie miała tendencję do zbierania "resztek" po innych kobietach. Mimo że Orson nie podobał się Edie, za to co jej Bree powiedziała, pozwoliła zostać jej mężowi jak długo chce.
Wieczorem, gdy oboje byli podpici, próbowała dowiedzieć się do czego doszło w "małżeństwie Kena i Barbie". Orson uważał, że nie zasługuje na wybaczenie. Edie była przeciwnego zdania, skoro żałował tego, co zrobił. Orson był wdzięczny za te słowa. Siedząc blisko siebie, pocałowali się, co oboje uznali natychmiast za błąd. Widziała ich Bree, która szukała kota Karen.
Nazajutrz niewidomy Carlos, Karen i Parker Scavo byli świadkami jak rozwścieczona Bree pokłóciła się z Edie o Orsona, a potem ją spoliczkowała. Britt ponownie starała się sprzedać dom przy 4352 Wisteria Lane. Rozmowa Bree z klientką Edie, Lauren Baxter (Colleen McGrann), zniweczyła te usiłowania. Wściekła Edie wpadła do hotelu, do Orsona, gdy ten zadzwonił do adwokata. Chciał opieki nad synem Danielle i spisał ich całą historię. Przeczytała ją Edie. Następnie sama odwiedziła Bree. Ponieważ poznała cały przekręt z ciążą Danielle, zaszantażowała ją i zmusiła do bycia najlepszą przyjaciółką.
Zdesperowana Bree wyznała prawdę Lynette, Gabi i Susan. Dziewczyny poszły do Edie. Oświadczyły jej, że będzie dla nich niewidzialna, ze wszystkimi tego konsekwencjami. Jej przeprosiny odbiły się jak od ściany. Kilka godzin później Edie opuściła Wisteria Lane. Przez telefon rozmawiała z synem, z którym zamierzała spędzić więcej czasu niż zwykle.
Pięcioletni przeskok
Edie zamieszkała w domu oddalonym o trzy godziny drogi od Fairview. Od czasu gdy Orson Hodge poszedł do więzienia za poturbowanie Mike'a Delfino, Edie co tydzień odwiedzała byłego stomatologa. Bree dowiedziała się o tym od strażniczki (Dot-Marie Jones) i przyjechała do Edie. Ta ugasiła wszelkie obawy Bree i przyznała, że nie chodziło jej o uwiedzenie go. Sama agentka nieruchomości wywołała u gościa niesamowite poczucie winy i to zmusiło Bree do odwiedzenia męża w więzieniu. Bree nie wspominała o tym spotkaniu nikomu innemu.
Edie udała się jakiś czas później do Las Vegas, gdzie na konferencji pośredników poznała Dave'a Williamsa. Gdy dowiedział się, że mieszkała na Wisteria Lane, zaręczył się z nią i ożenił. Następnie, samemu mając ukryty motyw, przekonał ją do powrotu do Fairview.

### Sezon 5
Edie Williams przyjechała na Wisteria Lane wraz z mężem Dave'em. Była odmieniona, a sąsiadki odnowiły znajomość z nią. Dave wciąż nalegał na Edie, by pozostała w dobrych kontaktach z paniami. W tym celu porwał nawet kota pani McCluskey dopóki ta nie przeprosiła Edie za obelgę na temat jej piersi. Kiedy Karen rozpoczęła śledztwo na temat Dave'a i zaczęła pytać Edie, ta wyjawiła jak mało wie o mężu. Gdy oboje kupili dom przy 4352 Wisteria Lane i wynajęli go Mike'owi Delfino, narzekała, że płaci im za mały czynsz i to jeszcze anonimowo. Widziała jak w 70. urodziny Karen ta zaatakowała jej męża z kijem do baseballu. Psychiatra Dave'a, Samuel Heller, skonfrontował się z nim w klubie "biały koń". Dave go udusił i wzniecił pożar, by zatrzeć ślady.
Małżeństwo z Edie, było dla Dave'a wymówką by wrócić do Fairview. Chciał on się zemścić na Mike'u, który w wypadku samochodowym zabił Lilę i Paige Dash, jego pierwszą żonę i jedyną córeczkę. Sama Edie zaczęła rozumieć, że coś jest nie tak. Pewnej nocy Edie nakryła męża w kuchni na rozmowie ze sobą. Nazajutrz otrzymała wyjaśnienie, że był już wdowcem. Wściekła za zatuszowanie prawdy, wyrzuciła go z domu.
Gdy Susan przez przypadek zamknęła siebie i Edie w piwnicy domu 4350 Wisteria Lane, Williams powiedziała jej historie swego ojca. Po uratowaniu przez ogrodnika (Gary Anthony Williams), wierząc też w prawdziwość tego co mieli, pozwoliła mężowi na powrót do jej domu.
Wkrótce zmarł jeden z najprawdziwszych przyjaciół Edie, Eli Scruggs, który w chwili największej słabości, podniósł ja na duchu.
W międzyczasie Edie pomogła Gabrielle zrzucić tłuszcz, który nagromadził się w jej ciele przez ostatnie 6 lat. Dowiedziała się też od męża jakie było jego poprzednie małżeństwo, ale odpowiedź była na tyle dotkliwa, że Edie nie pytała już więcej o to.
Kobieta chciała wyjechać na weekend, ale Dave początkowe się nie zgodził. Pospieszony jednak przez sekretarkę Hellera, Clarie (Erin O'Shaughnessy), zaprosił Katherine i Mike'a na camping. Skoro miał się odbyć w lesie, a nie w hotelu, Edie zrezygnowała z niego. Przyrzekła jednak mężowi, że o swojej decyzji nie poinformuje Katherine.
Wkrótce potem Edie i Dave zostali zaproszeni przez Mayfair na przyjęcie z powodu wprowadzenia się Mike'a do jej domu. W sklepie z alkoholami małżonkowie spotkali księdza Drance'a. Znał on poprzednią żonę Dave'a. Williams powiedział stanowczo duchownemu, że ma nowe życie i ksiądz ma się odczepić. Edie widziała to wszystko zza innej półki. Gdy poszła sama do duchownego, do kościoła, dowiedziała się, że "Dash" jest prawdziwym nazwiskiem Dave'a.
Szukając odpowiedzi, znalazła w internecie skład starych gazet w Mount Pleasant. Udała się tam i dowiedziała się, że Dave miał też córkę. Na faksie o który poprosiła, zawierającym więcej szczegółów, przeczytała, że to właśnie Mike przypadkowo pozbawił ją i jej matkę życia trzy lata wcześniej. Wróciła do domu i natychmiast zadzwoniła do męża. Kazała mu przyjechać z campingu. Tym telefonem przez przypadek ocaliła życie Katherine, do której akurat celował Dave.
W domu stawiła czoła mężowi. Zagroziła ostrzeżeniem Mike'a, na co Dave zaczął przez chwilę dusić drugą żonę. Zapłakana i zdezorientowana, wsiadła do samochodu. Próbując wysłać wiadomość do Mike'a, ominęła autem Orsona, który wybiegł z domu Rose Kemper. Kilka sekund później, Edie trafiła w słup elektryczny. Gdy wysiadała, złapał ją prąd i upadła.

Więc, jechałam samochodem zeszłej nocy, i jak myślicie, co się stało? Wjechałam w słup telegraficzny. Potem, jakby obrażenia były małe, zostałam porażona prądem. Co mogę powiedzieć? To był jeden z tych dni. Wszyscy moi sąsiedzi to usłyszeli, więc szybko zostawili swoje burrito z mikrofalówki, drogie słoiczki kremu nawilżającego i filmy akcji z kablówki. Pospieszyli przed domy, chcąc zobaczyć co spowodowało ten rumor. Ale potem, kiedy zobaczyli, że to ja, stało się coś dziwnego. Przez chwilę, nikt się nie ruszał, ani niczego nie mówił. Po prostu patrzyli. A potem, rozpętało się piekło. Tak, nagle wszyscy zaczęli się bardzo martwić, co było wzruszające, ale koniec końców, bezcelowe. Chwilę przed przyjazdem karetki, usłyszałam jak ktoś szepcze. Susan Mayer, znowu się myliła. Dwie sekundy później, stało się. Kiedy wszyscy moi sąsiedzi stali wokół mnie, wydałam ostatnie tchnienie. Dobra wiadomość? Umarłam dokładnie tak jak żyłam. W całkowitym centrum uwagi.

Zjawili się wszyscy sąsiedzi, a wtedy Edie Williams, zmarła otoczona przez nich.

## Po śmierci
Ciało Edie poddano kremacji.

Dwa dni później, kiedy przysłowiowo kopnęłam w kalendarz, mój mąż poprosił sąsiadki o przysługę dla mnie. Można by powiedzieć, patrząc na ich twarze, że nie było to coś, co chcieliby zrobić, ale... zgodziły się tak czy inaczej. Następnego dnia, pośpieszyły do swych samochodów z dwoma termosami kawy, z koszykiem wypełnionym pieczonymi ciastkami i urną, w której byłam... ja.

Dave poprosił sąsiadki, by zawiozły jej prochy do jego pasierba, Traversa. Po drodze wspomniały ją:
- Susan mówiła, że na samym początku koegzystencji na jednej uliczce, były dla siebie miłe, ale się pokłóciły z powodu "hobby" Edie. Później właśnie od niej dowiedziała się, że Karl ją zdradził z Brandi.
- Lynette powiedziała, że Edie ożywiła jej wiarę w siebie i niegdyś proponowany przez nią alkohol pomógł pokonać raka.
- Gabi dodała pewną ciekawostkę. Edie po tym, jak została pokonana w konkursie na to kto zbierze najwięcej mieszadełek od drinków w barze, orzekła w noc po jej rozwodzie z Carlosem, że sama nie dożyje 50. roku życia. Latynoska sąsiadka zaprzeczyła, bo uważała, że będą wciąż sexy za kolejne 50 lat.
- Bree podziękowała zmarłej za to, że przekonała ją do odwiedzania Orsona w więzieniu.
- Natomiast Karen wyjawiła samemu Traversowi, gdy dotarły na miejsce, że Edie, na równi z Karen, wiedziały dobrze, iż strata dziecka bardzo boli matkę. Edie wierzyła, że gdy oddała syna jego ojcu na wychowanie, ochroniła go przed destrukcyjnym wpływem samej siebie.

Syn Edie, po krótkim namyśle, nie przyjął prochów matki. Uznał, że skoro one były jej najlepszymi przyjaciółkami to mają prawo ją pochować. To Karen wpadła na pomysł pięknego i godnego pożegnania blond sąsiadki. Nazajutrz ona, Bree, Lynette, Susan i Gabi, trzymając jej prochy w równych wazonikach, oddały jej hołd i rozsypały swoją część prochów Edie przed swymi domami. Lynette na trawniku obok domu, Bree pod drzewem przed domem, Gabrielle pośród róż przed gankiem, Susan przy płotku przed domem a Karen na ziemi, przed swoim gankiem.

I tak Wisteria Lane stała się moim miejscem spoczynku. Moje prochy zostały rozsypane na trawie, po której niegdyś chodziłam, pod drzewem, które kiedyś dało mi cień, na wierzchu róż, które kiedyś uwielbiałam i za płotem, nad którym tak plotkowałam. I kiedy dziewczyny skończyły się ze mną żegnać, przyszedł wiatr i zabrał to, co ze mnie zostało, w powietrze. Kiedy patrzyłam w dół na świat, zaczęłam go opuszczać: pomalowane na biało płoty, samochody i ulice, kubki do kawy oraz odkurzacze. Opuściłam tyle rzeczy, które wydają się być takie zwyczajne, ale kiedy zbierzesz je razem, tworzą życie. Życie, które było jednym z lepszych. Powiem wam coś... Nie jest trudno umrzeć kiedy wiesz, że żyjesz, i ja to robiłam. Och, jak ja żyłam.

Edie pojawiła się jeszcze jako jedna z halucynacji swego męża. Powiedziała, że jego plan przypadkowego zabicia syna Susan w jeziorze jest "nudny" i kazała mu wymyślić lepszy, bardziej efektowny.
Wzmianki bez występu postaci:
Sezon 6
- Lee McDermott wspomniał o Edie, nie wymieniając jej z imienia, gdy sprzedał dom przy 4352 Wisteria Lane rodzinie Angie Bolen[19].

Mieliście szczęście, bo kobieta, która zajmowała się okolicznymi nieruchomościami, wjechała samochodem w śmietnik, a potem poraził ją prąd.

- Po katastrofie awionetki na Wisteria Lane, Susan zastanawiała się co by się stało, gdyby nie rozwiodła się z Karlem niemal 11 lat wcześniej. Doszła do wniosku, że Karl i tak by od niej odszedł. Natomiast Mike, w tym samym czasie przywiózł by do domu ciężarną blondynkę. Byłaby to prawdopodobnie Edie, skoro Susan była jedyną kobietą, która ich rozdzieliła, ale nie zostało to potwierdzone[20]. W trzecim sezonie Edie skłamała Carlosowi, że chce dziecko a brała tabletki antykoncepcyjne.

Sezon 7
- Pół roku później Renee Perry wynajęła dom Edie a Lynette zapytała ją "dom Edie?". Był to też ostatni raz kiedy wspomniano imię tej osoby w serialu[21].

## Ciekawostki
- Gdy Susan wyprowadziła się z uliczki, Edie nie było pośród duchów Wisteria Lane a przynajmniej nie pokazano z bliska jej twarzy. Jeden z widzów serialu dokleił ją jednak do fanowskiego filmiku, wykorzystując scenę z 17. odcinka trzeciego sezonu, gdy Nicollette była ubrana na biało. Do dnia 25 listopada 2020 roku osiągnął on 145 273 wyświetleń.
- Nigdy nie nakręcono wspólnych scen między aktorkami Sheridan i Strong, służących pokazaniu relacji Edie i Mary Alice. Jednakże w odcinku "Back in Business" (sezon 5 odcinek 4) Edie określiła Mary Alice jako przyjaciółkę.
- Początkowo Edie Britt miała nazywać się Evie McCall, jak to jest opisane w książce „Desperate Housewives: Behind Closed Doors.”
- Scenarzyści chcieli usunąć Edie w pierwszym sezonie (odcinek ósmy), lecz jej postać wzbudziła dużą sympatię, co uczyniło ją jedną z pięciu tytułowych „Desperatek”. Pomimo to wizerunek Nicollette nie pojawił się w sekwencji obrazów otwierających serial.
- Podczas castingu do serialu, Nicollette Sheridan starała się o rolę Bree Van de Kamp, podczas gdy Marcia Cross usiłowała zdobyć pracę jako Mary Alice Young[22].
- W postać Edie chętnie wcieliła by się Dana Delany, gdyby miała możliwość wyboru[23]. Również Eva Longoria przyznała, że chętnie wcieliła by się w Edie, gdyby zabrakło postaci Gabrielle w serialu[24].
- Inspiracją dla stworzenia postacie Edie, była bohaterka „Edwarda Nożycorękiego” o imieniu Joyce Monroe, grana przez Kathy Baker[25].
- Edie była metodystką[26]. Była też silnie uczulona na jad os[27].
- Chociaż siostry Edie nigdy nie pokazano w serialu, panie musiały utrzymywać ze sobą jakiś kontakt. Edie poprosiła kiedyś Carlosa by kupił dla jej siostry prezent[6].
- Zanim Edie zmarła, przynajmniej trzy razy jej życie było zagrożone:
  - gdy spotkała się z Jerrym Shaw, który miał ją zabić, bo Paul Young sądził, że to ona szantażowała jego zmarłą żonę[28],
  - gdy Carolyn Bigsby wzięła zakładników w supermarkecie[29]
  - oraz gdy chciała udać przez Carlosem Solis, że powiesiła się z miłości. Zbyt szybko puściła się belki podtrzymującej dach[30].
- Edie używała kilku samochodów:
  - Nissan 350z Roadster (s01e01 do s04e15),
  - Jaguar XK Roadster (s04e02),
  - i Lexus SC (s05e01 do s05e19).
- 5 sierpnia 2011 roku stacja ABC ogłosiła, że seria ósma „Gotowych na wszystko” będzie ostatnią w historii serialu[31][32][33]. W związku z tym Nicollette Sheridan powiedziała stanowcze „nie” swojemu gościnnemu występowi w serialu jako Edie[34][35].
- Edie, w momencie zgonu, była 37. postacią uśmierconą przez scenarzystów.
- Postać Renee Perry została dodana do serialu z powodu reakcji fanów na śmierć Edie, z którą nie mogli się pogodzić.

## Powiązane z postacią

### Austin McCann
Austin McCann (Josh Henderson) to siostrzeniec Edie i ojciec Benjamina Van De Kamp − wnuka Bree, urodzony w 1989 roku. Jest dobrze zbudowany i nieco porywczy.
Przeszłość
Przez pewien czas przebywał w zakładzie poprawczym po tym jak obronił matkę przez pijącym i awanturującym się chłopakiem. Sama wydała go policji. Na kilka dni przed ślubem Bree Van De Kamp z Orsonem Hodge, zastał swoją matkę, która właśnie wróciła z podróży na Jamajkę w towarzystwie 24 − letniego stewarda. Chłopak matki i syn szybko wdali się w bójkę zakończoną złamaniem nosa stewardowi. Austin zdecydował, że ucieknie z domu Meksyku a po drodze, zatrzyma się na krótki okres u ciotki Edie.
Sezon 3
Podczas próby włamania do domu ciotki Edie nakryła go i zaproponowała by został na dłużej, po tym jak go wysłuchała. Julie Mayer zainteresowała się nim z wzajemnością, choć nie chciała tego przyznać. Austin udał się na wesele sąsiadki z dentystą jako towarzysz Edie. Agentka nieruchomości ostrzegała ją nawet przed Austinem bo sama była kiedyś jak Julie. Pomogła mu nawet w pracy domowej, ale gdy widziała jak całował się z koleżanką Sarah (Mae Whitman) zmieniła wypracowanie. Ich związek zaczął się na poważnie dopiero gdy stali się zakładnikami Carolyn. Dopiero gdy Arthur Sheperd uderzył puszką farby Carolyn, broń z jej ręki wypadła. Austin rzucił się na Carolyn, która chciała się do niej doczołgać i szarpali się tak dopóki Maya (Kathleen Gati) nie strzeliła w głowę Carolyn. Julie uścisnęła matkę, pobiegła do Austina i też go objęła. Susan poważnie zaniepokoiło zbliżenie się Austina do jej córki. Ściągnęła nawet byłego męża, Karla Mayera by przemówił mu do rozsądku ale rozmowa szybko stoczyła się na jej własne życie miłosne i Karl wyszedł. W święta Bożego Narodzenia rozniosła się plotka, że Arthur Sheperd jest pedofilem. Jednym z jej krzewicieli był Austin rozmawiający z Julie. Arthur opuścił Wisteria Lane. Austin poszedł do łóżka z Danielle i Julie. Córka Susan potrzebowała teraz tabletek antykoncepcyjnych. Edie zorganizowała je dla nich bo sądzili, że się kochają. To dobporwadziło do furii Susan aż w końcu obie nakryły Austina na kanapie Edie z Danielle. Julie przeprosiła za to, że nieco popsuła wspaniałą relację z matką. Sama natomiast usłyszała o zdradzie Austina. Edie wybłagała od Toma by zatrudnił Austina w swojej pizzerii. Popalił jednak marihuanę i Lynette Scavo zwolniła go. Tom zatrudnił go z powrotem, ponieważ był uważany za seksownego wśród dziewczyn. Austin chciał wrócić do Julie, ale dowiedział się o ciąży Danielle. Zasugerował aborcję, ale dziewczyna się sprzeciwiła. W końcu Andrew i Orson przekonali go by wyjechał z Fairview bo i tak zrani Julie po raz drugi. Austin pożegnał się z Julie, która była skłonna dać mu drugą szansę, po czym wyjechał z Fairview.

### Charles McLain
dr Charles McLain (Greg Evigan) to pierwszy były mąż Edie i ojciec Traversa oraz chirurg z zawodu.
Przeszłość

Charles był mężem Edie w latach 1998 do 1999. Nauczył ja blefu w grach i w życiu. Wyznała Lynette, że musiała przy nim udawać podczas zbliżenia. Po rozwodzie otrzymał pełne prawa rodzicielskie nad synem. Razem ustalili jednak, że co roku na dwa tygodnie Travers będzie u matki by nie stracił z nią kontaktu.
Sezon 3
Osiem lat po rozwodzie, Charles po raz kolejny zostawił Traversa byłej żonie by samemu zszywać rozszczepione podniebienia w Kenii. Po miesiącu przyjechał po syna do Fairview. Edie zaczęła jednak podejrzewać, że Carlos może przestać się interesować nią, gdy mały wyjedzie. Edie zabrała ze schroniska szczeniaka dla syna. Zwierzak został nazwany Fenway. Charles był alergikiem, dlatego Edie zasugerowała synowi, by odwiedzał ją częściej. To doprowadziło nazajutrz do kłótni byłych małżonków o opiekę łączoną. Edie zagroziła, że gdy weźmie adwokata, dostanie pełne prawa wychowawcze nad synem. Carlos domyślił się co planuje Edie. Powiedział jej, że dobrze będzie dla jej syna, jak zostanie z ojcem. Pocieszył ją, że sam przy niej zostanie i Edie odwołała prawnika a McLainowie, wraz z psem, odjechali do swojego domu.

### Ilene Britt
Ilene Britt (K Callan) to matka Edie Britt. Miała słabość do burbona i drobnych kradzieży. Dlatego kilkukrotnie odbywała wyroki w więzieniu. W 1983 roku, gdy Edie miała 16 lat, jej ojciec opuścił Ilene dla innej kobiety z młodszą córką. Matka Edie miała jeszcze jednego syna, który zmarł od przedawkowania narkotyków i córkę. Ilene zmarła samotnie w przyczepie, oglądając teleturniej.
Sezon 3 i 5
Kobieta pojawiła się w śnie Edie, w dniu ślubu Gabrielle z Victorem Langiem. Powiedziała córce, że Carlos dowie się o jej kłamstwie, dotyczącym starań o ciążę, podczas brania tabletek antykoncepcyjnych. Wtedy opuści ją a Edie umrze będąc stara i samotna, tak jak ona. Słowa Ilene nie sprawdziły się, ponieważ siedem lat później Edie zmarła w stosunkowo młodym wieku, będąc 47–latką, w trakcie związku małżeńskiego oraz była w tym momencie otoczona przez wszystkich sąsiadów z Wisteria Lane.

### Oliver Weston
Oliver Weston (John Mariano) to najlepszy prywatny detektyw w Fairview. Możliwe, że ma brata − Tripa Westona, lub jest to tylko zbieżność nazwisk.
Sezon 2
Najlepszym prywatnym detektywem w Fairview, był Oliver Weston. Oliver nie mógł sobie przypomnieć dokładnie momentu, kiedy przestał wierzyć w miłość. Czy tej nocy kiedy przyłapał dyrektora z sekretarką? Czy tego dnia, kiedy nakrył panią domu z posłańcem? A może wówczas gdy zobaczył jak miła dziewczyna romansuje z parą z naprzeciwka? Tak czy inaczej Oliver Weston był teraz cynikiem, który wierzył w zdradę i podłość. Na szczęście dla niego, dało się z tego nieźle żyć. Tak, Oliver Weston był cynikiem, dlatego nie potrafił rozpoznać zakochanego mężczyzny. Wynajęła go Edie Britt za 2000 dolarów. Miał zorientować się, czy Karl − jej były narzeczony − ma inną kobietę. Zdobył materiały, nagrywając rozmowę Karla i Susan. Materiał kupił Mike, chcąc uniknąć wojny na uliczce.

### Pan Raymond
Pan Raymond (Thomas Kopache) to starszy mężczyzna, około 70 lat.
Sezon 5

Wynajmował dom przy 4362 Wisteria Lane w latach 2008 – 2013, kiedy Edie Britt się wyprowadziła. Wystąpił tylko raz, w noc kiedy Edie wróciła. Został bardzo szybko przekonany przez Dave'a Williamsa do wyprowadzenia się. Zabrał tylko ze sobą jedną walizkę i odszedł w nieznane.

### Travers McLain
Travers McLain (Jake Cherry, później Stephen Lunsford) to jedyny syn Edie i Charlesa.
Przeszłość
Kiedy Edie urodziła Traversa w 1999 roku, wiedziała, że nie nadaje się na matkę. Po rozwodzie oddała małego Charlesowi. Chciała, żeby syn miał dobre, wygodne życie. Chciała go chronić przed sobą. Próbowała być dobrą matką, ale znała siebie i jak się zachowuje. Jeśli by przy niej dorastał, potrzebowałby odejść. Jakiś czas po narodzinach syna, Charles uzyskał pełne prawa rodzicielskie a on i Edie się rozwiedli. Od tamtego momentu Travers odwiedzał matkę co roku przez dwa tygodnie.
Sezon 1
Po raz pierwszy wspomniała o nim Martha Huber, tydzień po pogrzebie Mary Alice Young. Zajmowała się nim, bo Edie przyjmowała jakiegoś mężczyznę.
Sezon 3
Trzy i pół roku później jego ojciec musiał zostawić syna na miesiąc u matki. Sam udał się na akcję "Lekarze bez Granic" w Kenii. Edie próbowała go zostawić Carlosowi, ale miał randkę, więc odmówił. Gdy Travers bawił się sam na ulicy, Carlos zabrał go do swojego domu. Gdy Edie przyjechała pijana, skrytykował ją za nie nadzorowanie swojego syna. Nazajutrz przyszła go odebrać. Wkrótce Carlos wpadł w oko Edie. Użyła ona syna do tego by usidlić Solisa. Sam chłopiec chętnie wziął udział w tym planie. Carlos pokłócił się jednak z Edie o jej życie towarzyskie i łóżkowe a ta wieczorem przyszła do niego z przeprosinami, przez co przespali się. Travers słyszał, bawiąc się pod jego domem, że Edie była "kiepska w łóżku", co ta wytłumaczyła mu, kłamiąc, że "najlepiej ze wszystkich ścieli łóżko". Zakazała o tym rozpowiadać synowi. Edie wykorzystała też syna do tego, by przeciągnąć Lynette i Susan w rywalizacji z Gabrielle zazdrosnej o Carlosa, pomimo rozwodu. Urządziła Traversowi urodziny na ślepym zaułku uliczki. Planowała też walczyć o wspólną opiekę nad synem, podejrzewając, że Carlos straci zainteresowanie w niej gdy chłopiec wyjedzie. Carlos przekonał ją jednak, że dotychczasowy układ jest najlepszy dla Traversa. Charles krótko potem zabrał syna.
Sezon 4
Rok później, Edie wyjechała z Wisteria Lane i dzwoniąc do Traversa, powiedziała, że będzie z nim przebywać częściej.
Sezon 5
Po kolejnych pięciu latach Edie wróciła bez syna z trzecim mężem, Dave'em, na Wisteria Lane. Syn Edie i Charlesa poszedł do Beecher's Academy. Po tym jak Edie zmarła od porażenia prądem, Karen, Susan, Bree, Lynette i Gabrielle przyjechały do akademii. Wręczyły chłopakowi urnę z prochami matki. Ten jednak jej nie przyjął. Był wręcz wściekły na matkę, że go porzuciła. Karen natomiast opowiedziała mu całą historię. Edie, już dekadę przed niespodziewaną śmiercią, żałowała, że oddała syna. Była jednak świadoma, że nie wychowa go na dobrego człowieka. Travers wybaczył matce, ale prochy kazał zabrać jej przyjaciółkom.

### Umberto Rothwell
Umberto Rothwell (Matt Cedeño) to drugi były mąż Edie.
Przeszłość
Pracował jako instruktor na siłowni. Edie i Umberto byli małżeństwem przez dwa lata, od 2002 do 2004 roku. W 2003 roku sprowadzili się do Wisteria Lane. Rok później małżeństwo rozpadło się. Libido żony Umberta, będące poza kontrolą, zmieniło go w homoseksualistę. Powiedział jej o tym co pogrążyło Edie w depresji i alkoholu. Dopiero seks z Elim Scruggs polepszył jej humor.
Sezon 1
Edie wspomniała jego nazwisko jeden jedyny raz, na kolacji z Susan i Julie w domu Mike'a.